# Álvaro Blancarte
Álvaro Blancarte Osuna (Culiacán - Sinaloa 27 de marzo de 1934-Tecate; 22 de agosto de 2021) fue un pintor abstracto, escultor y muralista mexicano.

## Primeros Años
Álvaro Blancarte, hijo de Amado Blancarte y Laura Osuna Lafarga nació en Culiacán en 1934. Estudió en el Taller de artes plásticas de la Universidad Autónoma de Sinaloa (UAS), donde empezó a practicar la pintura, el dibujo y la escultura con Erasto Cortés (escultura) y Arturo Moyers (pintura en 1960). En 1961 expuso en una colectiva con sus maestros Moyers y José Muro Pico en el distrito Federal. 
Realizó estudios de arte en España, Inglaterra y Francia.

### Trayectoria
En 1970 fundó la escuela de Artes y oficios en la UAS. donde se convirtió en su primer director de la Escuela de Artes y Oficios.
Durante un tiempo vivió en la Ciudad de México, pero abandonó la capital del país luego del terremoto de 1985, después del cual se movió a Tecate Baja California, con su familia, el 12 de enero de 1986, donde abrió su taller “La Panocha”.
Adicionalmente a su creación artística, Blancarte se dedicó a la educación artística, impartiendo clases en la Universidad Autónoma de Baja California, mientras presentaba su obra en distintas instituciones de la región.
Álvaro Blancarte, fue mentor de múltiples generaciones de alumnos de la Universidad Autónoma de Baja California (UABC).

## Exposiciones
Ha expuesto de manera individual en México, Estados Unidos, Inglaterra, Japón y Cuba.

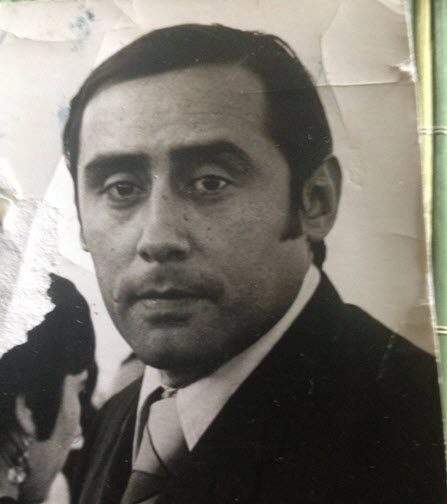
Álvaro Blancarte en su juventud

- Álvaro Blancarte en su juventud1979 expuso en  la Galería José María Velasco del INBA;
- 1980 fue seleccionado en el Salón Nacional de Arte del INBA, en el Centro Cultura José Martí y en la Galería Arte del Tiempo.
- 1981 fue seleccionado por la bienal del INBA, en la Galería Pedro Gerson del Centro Deportivo Israelita.
- 1984, en el Polyforum cultural Siqueiros. [5]
- 1985, Art Expo en Nueva York.
- San Diego Contemporary Art Exhibition
- 1992, en Japón.
- 2000, “Blancarte en La Habana” en el Museo Casa de México Benito Juárez en La Habana Vieja.
- 2010 expuso “Los Matéricos” en la galería Frida Kahlo de la Universidad Autónoma de Sinaloa (UAS) Campus Culiacán
- 2012 exhibió “Alquimista Matérico” en el Museo de Arte Abstracto Manuel Felguérez;
- 2013 su obra "Alquimista Matérico" itineró por Baja California,[6]
- “Homenaje a Xólotl” es una de las series más recientes que Álvaro Blancarte empezó en 2017 y expuso en 2018 en la Galería Encuentro Guadalupe, bajo el título “Para Xólotl”, colección en la que había estado trabajando en los últimos años
- 2016, Museum of Contemporary Art San Diego (MCASD) en La Jolla California.
- 2016 “Álvaro Blancarte, “Marking the Present” en Museum of Contemporary Art San Diego (MCASD) de La Jolla.
- 2018, bajo la curaduría de la museógrafa, curadora y crítica de arte Miriam Káiser, el artista plástico Álvaro Blancarte exhibió una individual en el Museo José Luis Cuevas, por invitación del Instituto Nacional de Bellas Artes (INBA).
- 2018, la UABC en Tecate exhibió “Retro-abstracción 30”.
- 2020, expuso en Yandi Monardo Art Gallery, en Cabo San Lucas, piezas de las series “Barroco profundo”, “Chamanes”, “Matéricos”, “Hecho en México” y “Para Xólotl.
- 2020 expuso una serie de obras de pequeño formato de “Homenaje a Xólotl”, en La Caja Galería de Tijuana.[7][8]

### Obra
Entre su obra mural se destacan: América Unida por el Arte (Panamá, 1993), Medicina Azteca (Palestina, 1994), Orígenes (Tijuana, 1992), El Diálogo de los Coyotes (EUA,  1998). Autor de las series de más de 200 obras cada una como “Una Perra Llamada la Vaca”, “Chamanes”, “Barroco Profundo” y “Kaimansutra”, Blancarte inició la colección “Matéricos” en 2010.

## Reconocimientos
Álvaro fue motivo de varios reconocimientos entre ellos:
- 1980 es seleccionado en el Salón Nacional de Artes Plásticas del Instituto Nacional de Bellas Artes (INBA),
- 1981 Seleccionado en la Bienal DINA (INBA).
- 1989 obtuvo el primer lugar en la categoría de pintura en la VII Bienal Plástica de Baja California.
- Centro Cultural Tijuana (CECUT) le rindió un homenaje a través de la exposición “Desierto Adentro”, en 2014.

### Fallecimiento
Álvaro Blancarte falleció el 22 de agosto de 2021 en Tecate, ciudad donde residía. La muerte lo sorprendió a los ochenta y siete años como consecuencia de sufrir un paro cardíaco.